# Mustelus albipinnis
Mustelus albipinnis — акула з роду гладенька акула родини куницевих акул (Triakidae).

## Опис
Загальна довжина досягає 1,2 м. Голова середнього розміру. Морда дещо закруглена. Очі доволі великі, овальні, з мигальною перетинкою. За ними розташовані невеличкі бризкальця. Під ніздрями є трикутні носові клапани. губні борозни чітко виражені. Рот невеличкий, дугоподібний. Зуби дрібні, численні, розташовані у декілька рядків. У неї 5 пар зябрових щілин. Тулуб стрункий, обтічний. Грудні плавці помірно широкі. Має 2 спинних плавця, з яких передній більше за задній. Передній спинний плавець розташовано між грудними та черевними плавцями. задній починається перед анальним плавцем і закінчується навпроти нього. Черевні і анальний плавці маленькі. Хвіст звужений. Хвостовий плавець гетероцеркальний.
Забарвлення темне сіро-коричневе. Задні крайки плавців білуватого кольору, що є відзнакою цього виду.

## Спосіб життя
Тримається на глибинах від 100 до 281 м, на континентальному шельфі. Живиться ракоподібними, головоногими молюсками та дрібною костистою рибою.
Статева зрілість у самців настає при розмірах 90-99 см, самиць — 94-98 см. Це живородна акула. Самиця народжує від 3 до 23 акуленят, зазвичай 16, завдовжки 30-35 см.
Є об'єктом місцевого рибальства, частково промислового.

## Розповсюдження
Мешкає у Каліфорнійській затоці, біля узбережжя Мексики.